# آه من الرجالة (فلم)
آه من الرجالة فيلم سينمائي مصري من إنتاج العام 1950 تم عرضة لأول مرة 2 يونيو 1950.

## قصة الفيلم
"ميمي" و"فيفي" و"سوسو"، ثلاث فتيات، تعرضن لتجربة الحب، لكنهن خرجن بفشل ذريع لكل منهن، ترجمن هذا الفشل بأن ينقمن على الرجل، يشعرن بكراهية للرجل الذي كان السبب في فشل تجربة الحب مع كل منهن، يقابلن ثلاثة رجال ويبدأن في التعرف عليهم، تقع الثلاثة "ميمي" و"فيفي" و"سوسو" في حب رجل واحد من الثلاثة، وتعتقد كل واحدة أنه يحبها هي وأنه سوف يعرض عليها الزواج، إلا أن الرجل كان يرتبط بعلاقة حب مع أخرى ويعلق أنه سوف يتم زواجه منها في القريب، تذهب "ميمي" و"فيفي" و"سوسو" لمقابلته فيجدونه يزف لحبيبته، وتقع كل منهن في ورطة حيث أن كل منهن صحبت أسرتها معها، ويحدث سوء فهم للموقف ولكن ينتهى بأن تتزوج الفتيات الثلاث بثلاثة رجال تقدمن لهن من قبل.

## فريق العمل[4]
قصة وحوار: أبو السعود الإيبياري
سيناريو: حلمي رفلة
إخراج: حلمي رفلة
مخرج مساعد: عاطف سالم، سعد عرفة
إنتاج: شركة الأفلام العربية
الأغاني: آه من الستات، ياسمرة، خالي ياقلبي
من تلحين وغناء محمد فوزي

## بطولة
- مديحة يسري
- محمد فوزي
- إسماعيل ياسين
- زينات صدقي
- علي الكسار
- سميحة توفيق
- رياض القصبجي
- وداد حمدي
- عبد الحميد زكي
- عبد الحميد حمدي
- محمد أبو السعود
- علية فوزي
- محمد كمال المصري

## روابط خارجية
- مقالات تستعمل روابط فنية بلا صلة مع ويكي بيانات